# Circonscription de Es-Semara
La circonscription de Es-Samara est une circonscription législative marocaine de la province d'Es-Semara située en région Laâyoune-Sakia El Hamra. Elle est représentée dans la Xe législature par Moulay Zoubir Habaddi et Sidi Hammad Cheiguer.

## Historique des députations
| Législature | Début de mandat  | Fin de mandat    | Députés élus | Députés élus                   | Députés élus | Députés élus              |
| ----------- | ---------------- | ---------------- | ------------ | ------------------------------ | ------------ | ------------------------- |
| IXe         | 26 novembre 2011 | 7 octobre 2016   |              | Sidi Mohammed El Joumani (RNI) |              | Sidi Hammad Cheiguer (PI) |
| Xe          | 8 octobre 2016   | 8 septembre 2021 |              | Moulay Zoubir Habaddi (PAM)    |              | Sidi Hammad Cheiguer (PI) |
| XIe         | 9 septembre 2021 | ?                |              | Moulay Zoubir Habaddi (PAM)    |              | Sidi Saleh Idrissi (PI)   |

## Historique des élections

### Découpage électoral d'octobre 2011

#### Élections de 2016
| Parti       | Parti                                                       | Voix   | %      | Député(s) élus        |  |
| ----------- | ----------------------------------------------------------- | ------ | ------ | --------------------- |  |
|             | Parti authenticité et modernité (PAM)                       | 8 089  | 49,35  | Moulay Zoubir Habaddi |  |
|             | Parti de l'Istiqlal (PI)                                    | 4 987  | 30,42  | Sidi Hammad Cheiguer  |  |
|             | Parti de la justice et du développement (PJD)               | 1 956  | 11,93  |                       |  |
|             | Parti du progrès et du socialisme (PPS)                     | 447    | 2,73   |                       |  |
|             | Parti démocratique de l'indépendance (PDI)                  | 306    | 1,87   |                       |  |
|             | Fédération de la gauche démocratique (FGD)                  | 301    | 1,84   |                       |  |
|             | Union socialiste des forces populaires (USFP)               | 165    | 1,01   |                       |  |
|             | Rassemblement national des indépendants (RNI)               | 81     | 0,49   |                       |  |
|             | Parti de l'environnement et du développement durable (PEDD) | 18     | 0,11   |                       |  |
|             | Front des forces démocratiques (FFD)                        | 16     | 0,10   |                       |  |
|             | Parti travailliste (PT)                                     | 15     | 0,09   |                       |  |
|             | Parti de l'unité et de la démocratie (PUD)                  | 11     | 0,07   |                       |  |
|             |                                                             |        |        |                       |  |
| Inscrits    | Inscrits                                                    | 26 439 | 100,00 |                       |  |
| Abstentions | Abstentions                                                 | 10 047 | 38,00  |                       |  |
| Exprimés    | Exprimés                                                    | 16 392 | 62,00  |                       |  |

#### Élections de 2021
| Parti       | Parti                                         | Voix   | %      | Députés élus          |  |
| ----------- | --------------------------------------------- | ------ | ------ | --------------------- |  |
|             | Parti de l'Istiqlal (PI)                      | 7 676  | 40,00  | Moulay Zoubir Habaddi |  |
|             | Parti authenticité et modernité (PAM)         | 3 771  | 19,65  | Sidi Saleh Idrissi    |  |
|             | Rassemblement national des indépendants (RNI) | 3 755  | 19,57  |                       |  |
|             | Parti de la renaissance et de la vertu (PRV)  | 1 143  | 5,96   |                       |  |
|             | Union socialiste des forces populaires (USFP) | 944    | 4,92   |                       |  |
|             | Parti de l'unité et de la démocratie (PUD)    | 644    | 3,36   |                       |  |
|             | Parti du progrès et du socialisme (PPS)       | 539    | 2,81   |                       |  |
|             | Parti de la justice et du développement (PJD) | 269    | 1,40   |                       |  |
|             | Parti travailliste (PT)                       | 229    | 1,19   |                       |  |
|             | Parti de la réforme et du développement (PRD) | 91     | 0,47   |                       |  |
|             | Parti de la société démocratique (PSD)        | 64     | 0,33   |                       |  |
|             | Parti de l'Espoir (PE)                        | 39     | 0,20   |                       |  |
|             | Parti vert marocain (PVM)                     | 24     | 0,13   |                       |  |
|             |                                               |        |        |                       |  |
| Inscrits    | Inscrits                                      | 28 498 | 100,00 |                       |  |
| Abstentions | Abstentions                                   | 9 310  | 32,67  |                       |  |
| Exprimés    | Exprimés                                      | 19 188 | 67,33  |                       |  |